# 整賣宣撫司
整賣宣撫司是清乾隆年間設於雲南的一個土司，由普洱府所管轄，後被緬甸佔據，其地在今泰國清邁府。

## 沿革
在孟艮土司西南，舊名景邁，即八百媳婦國，元初置八百等處宣慰司，明洪武二十四年置八百者乃宣慰司及八百大甸宣慰司，永樂五年遣使至其境，拒却不納，曾以兵討之，後遣使入貢，嘉靖間附於緬，自是朝貢不至，其所屬有十八大猛，十八小猛，地周三千餘里。乾隆三十一年其頭目召齋納提舉眾內附，授宣撫司職。